# La Chaux-de-Fonds (stacja kolejowa)
La Chaux-de-Fonds (fra: Gare de La Chaux-de-Fonds) – stacja kolejowa w La Chaux-de-Fonds, w kantonie Neuchâtel, w Szwajcarii.
Otwarta w 1857 roku stacja jest własnością i jest zarządzana przez SBB-CFF-FFS. Stanowi ona połączenie pomiędzy trzema liniami normalnotorowymi SBB-CFF-FFS: od Morteau we Francji (przez Le Locle-Col des Roches), z Neuchâtel oraz z Biel/Bienne. 
Stacja oferuje również wymianę na dwóch liniach o szerokości metrowej: na Chemins de fer du Jura (CJ) linii do Saignelégier i Transports Régionaux Neuchâtelois (TRN) linii do Les Ponts-de-Martel.
Dworzec kolejowy La Chaux-de-Fonds znajduje się na Place de la Gare, w samym centrum miasta.

## Linie kolejowe
- Morteau – La Chaux-de-Fonds
- La Chaux-de-Fonds – Neuchâtel
- La Chaux-de-Fonds – Biel/Bienne
- La Chaux-de-Fonds – Saignelégier
- La Chaux-de-Fonds – Les Ponts-de-Martel